# JBS
JBS är ett brasilianskt matbolag med huvudkontor i São Paulo.